# ديفيد سبيرجل
ديفيد ناثانيل سبيرجيل (من مواليد 25 مارس 1961)، هو الفيزيائي الفلكي الأمريكي النظري وأستاذ في جامعة برينستون، معروف عن عمله في تجربة WMAP (مسبار ويلكينسون لقياس التباين الميكروي).

## الجوائز والتكريم
- جائزة الفيزياء الأساسية (2018).[14]
- جائزة دانيال هاينمان للفيزياء الفلكية (2015).[15]
- جائزة شو (2010).[16]